# Saint-Nazaire-des-Gardies
Pour les articles homonymes, voir Saint-Nazaire (homonymie) et Gardies.
Saint-Nazaire-des-Gardies est une commune française située dans le centre du département du Gard, en région Occitanie.
Exposée à un climat méditerranéen, elle est drainée par le ruisseau de Riviély, le ruisseau de Vergalous et par divers autres petits cours d'eau. La commune possède un patrimoine naturel remarquable composé d'une zone naturelle d'intérêt écologique, faunistique et floristique.
Saint-Nazaire-des-Gardies est une commune rurale qui compte 81 habitants en 2022.  Ses habitants sont appelés les Saint-Nazarans ou  Saint-Nazaranes.

## Géographie

### Climat
Pour des articles plus généraux, voir Climat de l'Occitanie et Climat du Gard.
En 2010, le climat de la commune est de type climat méditerranéen franc, selon une étude s'appuyant sur une série de données couvrant la période 1971-2000. En 2020, Météo-France publie une typologie des climats de la France métropolitaine dans laquelle la commune est exposée à un climat méditerranéen et est dans la région climatique Provence, Languedoc-Roussillon, caractérisée par une pluviométrie faible en été, un très bon ensoleillement (2 600 h/an), un été chaud (21,5 °C), un air très sec en été, sec en toutes saisons, des vents forts (fréquence de 40 à 50 % de vents > 5 m/s) et peu de brouillards.
Pour la période 1971-2000, la température annuelle moyenne est de 13,8 °C, avec une amplitude thermique annuelle de 17,4 °C. Le cumul annuel moyen de précipitations est de 970 mm, avec 6,9 jours de précipitations en janvier et 3,4 jours en juillet. Pour la période 1991-2020, la température moyenne annuelle observée sur la station météorologique la plus proche, située sur la commune de Cardet à 7 km à vol d'oiseau, est de 14,6 °C et le cumul annuel moyen de précipitations est de 974,6 mm,. Pour l'avenir, les paramètres climatiques de la commune estimés pour 2050 selon différents scénarios d'émission de gaz à effet de serre sont consultables sur un site dédié publié par Météo-France en novembre 2022.

### Milieux naturels et biodiversité

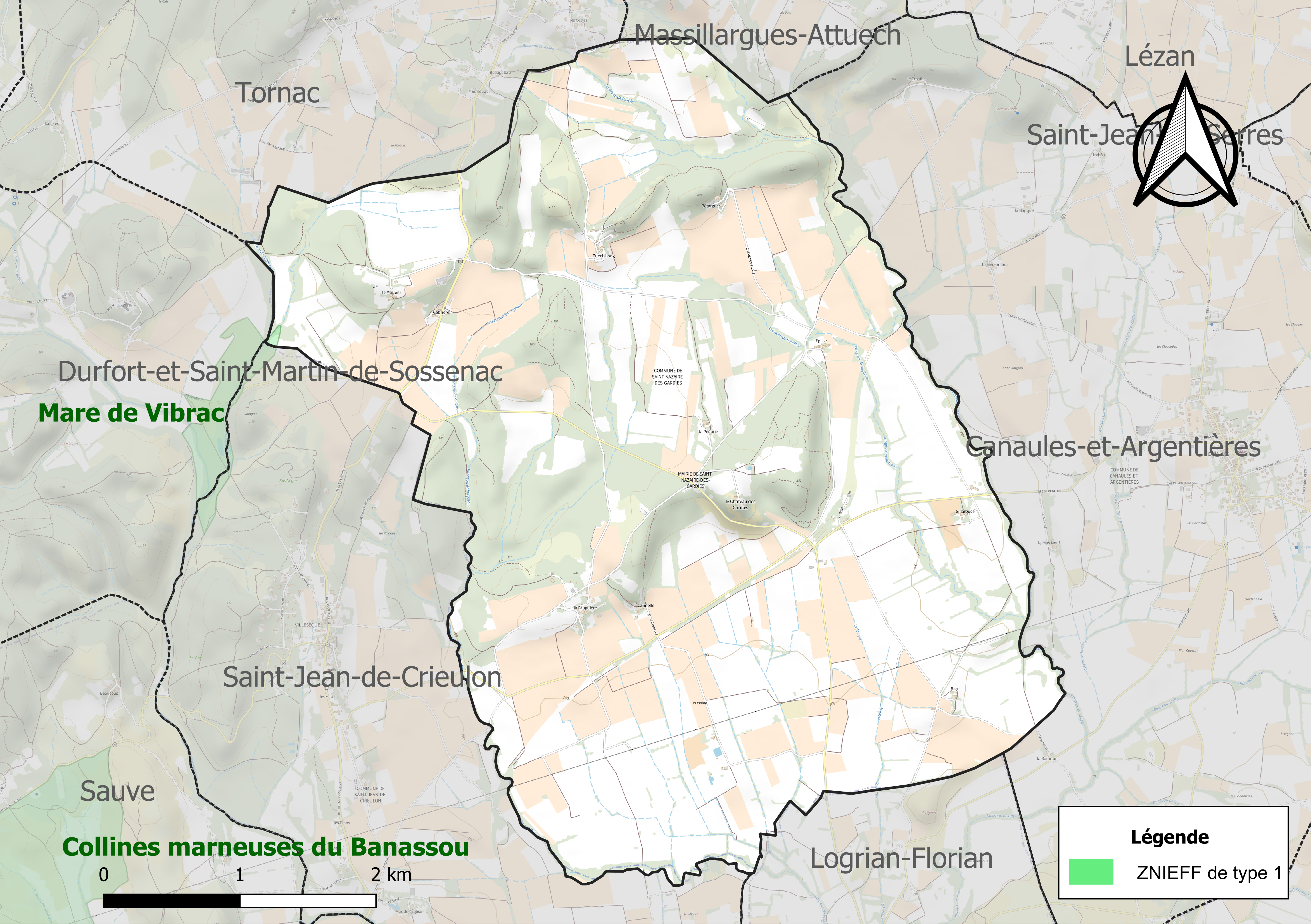
Carte de la ZNIEFF de type 1 localisée sur la commune.

L’inventaire des zones naturelles d'intérêt écologique, faunistique et floristique (ZNIEFF) a pour objectif de réaliser une couverture des zones les plus intéressantes sur le plan écologique, essentiellement dans la perspective d’améliorer la connaissance du patrimoine naturel national et de fournir aux différents décideurs un outil d’aide à la prise en compte de l’environnement dans l’aménagement du territoire.
Une ZNIEFF de type 1 est recensée sur la commune :
la « mare de Vibrac » (20 ha), couvrant 3 communes du département.

## Urbanisme

### Typologie
Au 1er janvier 2024, Saint-Nazaire-des-Gardies est catégorisée commune rurale à habitat très dispersé, selon la nouvelle grille communale de densité à sept niveaux définie par l'Insee en 2022.
Elle est située hors unité urbaine et hors attraction des villes,.

### Occupation des sols
L'occupation des sols de la commune, telle qu'elle ressort de la base de données européenne d’occupation biophysique des sols Corine Land Cover (CLC), est marquée par l'importance des territoires agricoles (74,6 % en 2018), une proportion sensiblement équivalente à celle de 1990 (74,4 %). La répartition détaillée en 2018 est la suivante : 
cultures permanentes (45,6 %), zones agricoles hétérogènes (29 %), forêts (16,2 %), milieux à végétation arbustive et/ou herbacée (9,3 %). L'évolution de l’occupation des sols de la commune et de ses infrastructures peut être observée sur les différentes représentations cartographiques du territoire : la carte de Cassini (XVIIIe siècle), la carte d'état-major (1820-1866) et les cartes ou photos aériennes de l'IGN pour la période actuelle (1950 à aujourd'hui).

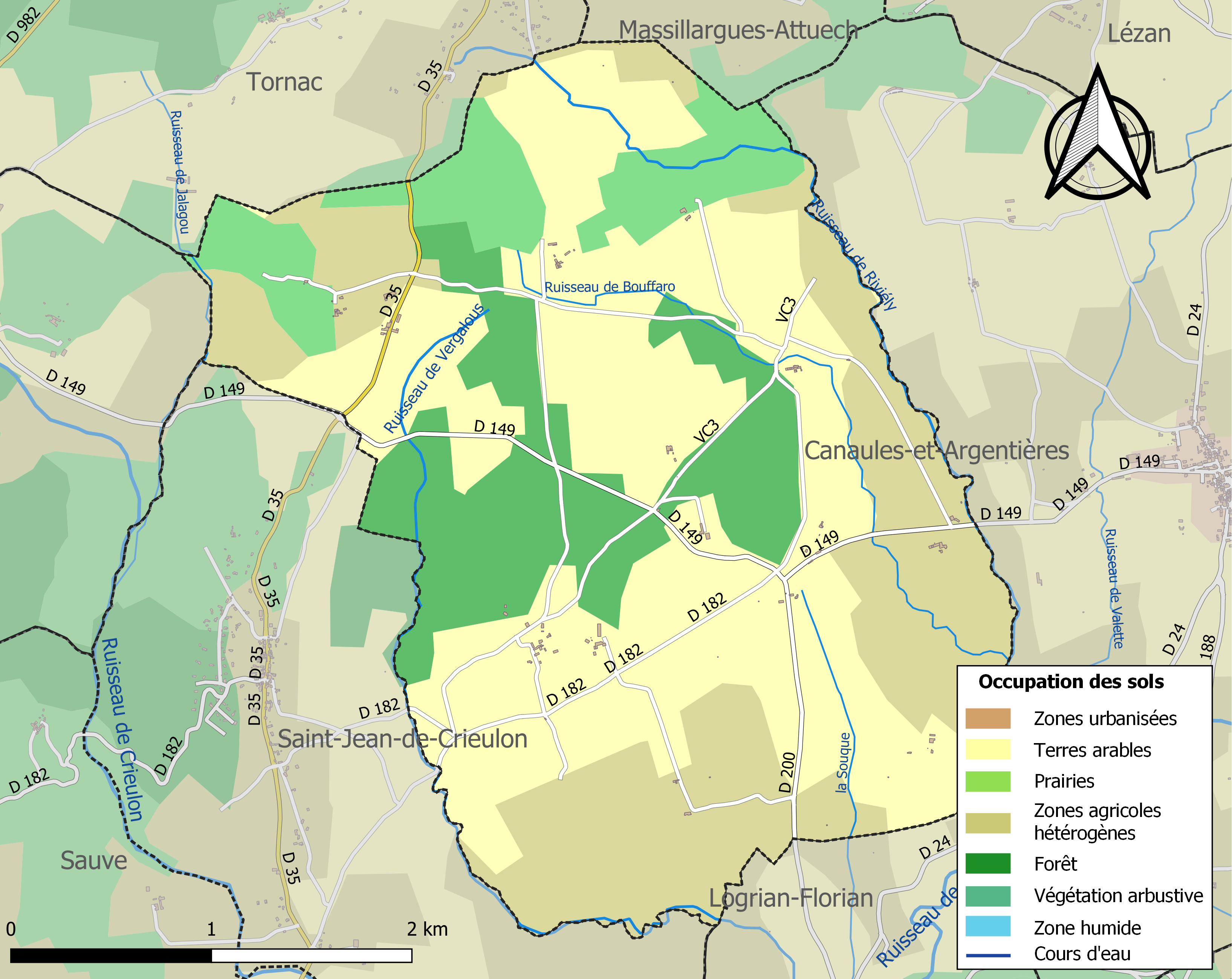
Carte des infrastructures et de l'occupation des sols de la commune en 2018 (CLC).

### Risques majeurs
Le territoire de la commune de Saint-Nazaire-des-Gardies est vulnérable à différents aléas naturels : météorologiques (tempête, orage, neige, grand froid, canicule ou sécheresse), inondations, feux de forêts et séisme (sismicité faible). Un site publié par le BRGM permet d'évaluer simplement et rapidement les risques d'un bien localisé soit par son adresse soit par le numéro de sa parcelle.
Certaines parties du territoire communal sont susceptibles d’être affectées par le risque d’inondation par débordement de cours d'eau et par une crue torrentielle ou à montée rapide de cours d'eau, notamment La commune a été reconnue en état de catastrophe naturelle au titre des dommages causés par les inondations et coulées de boue survenues en 1982, 1992, 1993, 1994, 1995, 2001 et 2002,.

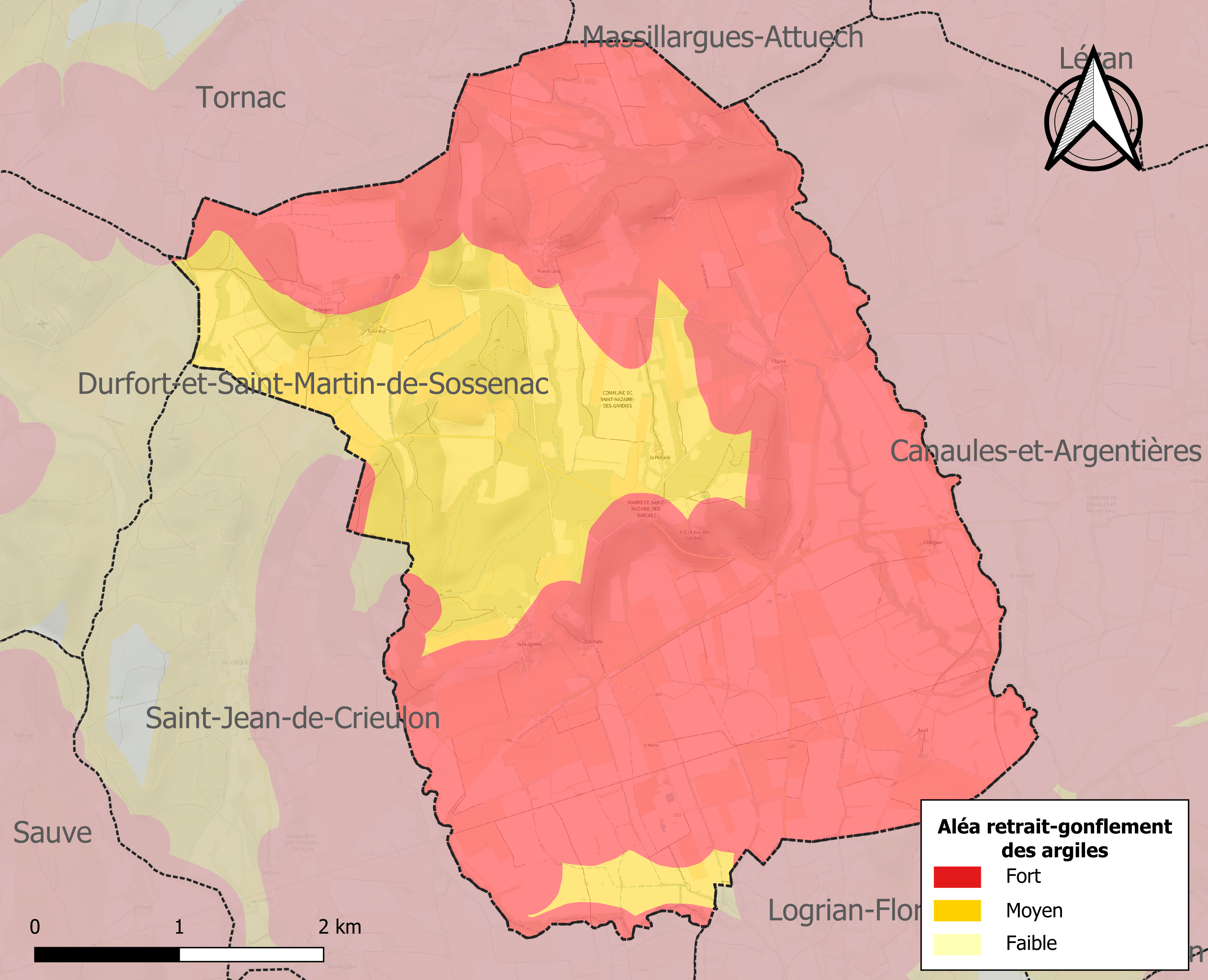
Carte des zones d'aléa retrait-gonflement des sols argileux de Saint-Nazaire-des-Gardies.

Le retrait-gonflement des sols argileux est susceptible d'engendrer des dommages importants aux bâtiments en cas d’alternance de périodes de sécheresse et de pluie. La totalité de la commune est en aléa moyen ou fort (67,5 % au niveau départemental et 48,5 % au niveau national). Sur les 40 bâtiments dénombrés sur la commune en 2019, 40 sont en aléa moyen ou fort, soit 100 %, à comparer aux 90 % au niveau départemental et 54 % au niveau national. Une cartographie de l'exposition du territoire national au retrait gonflement des sols argileux est disponible sur le site du BRGM,.
Par ailleurs, afin de mieux appréhender le risque d’affaissement de terrain, l'inventaire national des cavités souterraines permet de localiser celles situées sur la commune.

## Histoire
La commune a connu une occupation néolithique et antique. À l'époque historique, la première mention de Saint-Nazaire-des-Gardies remonte à 1384.
En 1307, le prieur de l'église de Saint-Nazaire-des-Gardies est le seigneur des Gardies. La première mention du château des Gardies date de cette période. Le château, situé au mas des Gardies, sera habité jusqu'au XVIIe siècle par les seigneurs de Saint-Nazaire, puis occupé par les fermiers du domaine. Ces grands domaines se consacrent à l’élevage des bêtes à laine. Les conflits sur le prélèvement de droits de péage témoignent de la situation de la commune sur le passage des drailles à moutons, entre Anduze et Sommières et entre Quissac et Anduze.
À la Révolution, Saint-Nazaire-des-Gardies est amputée de Canaules. La propriété de l’église et des biens attenants est transférée à la commune : les bâtiments ecclésiastiques sont vendus, et l’église affectée au culte protestant. Au XIXe siècle, la commune est marquée par la culture du mûrier, apparu à Canaules dès le XVIIe siècle. L’activité des mas passe de l'élevage du mouton à la culture du mûrier et à l’élevage des vers à soie, ce dont témoignent les nombreuses traces d’aménagement de magnaneries dans les édifices du territoire. La vigne succède à l’élevage des vers à soie, en coexistant avec une polyculture qui persiste. Une petite cave est bâtie à Sillargues, une gare au mas des Gardies en 1881. La mairie-école est bâtie en 1884. La modernisation de la commune se poursuit avec son électrification en 1929, et avec l’adduction d'eau conduite en 1936 par le Syndicat Intercommunal de Saint-Nazaire, Logrian et Saint-Jean-de-Crieulon,.

## Héraldique
| Blason de Saint-Nazaire-des-Gardies | Blason  | D'azur, à quatre navettes aboutées en croix d'or, bordées de douze glands du même, 3 dans chaque canton, et une grappe de raisin de gueules, tigée et feuillée de sinople, brochant sur la croix. |
| Blason de Saint-Nazaire-des-Gardies | Détails | L'azur et les glands proviennent des armes de la famille Grégoire des Gardies, seigneur du château de Gardies pendant plusieurs siècles. La reprise intégrale des armes de famille étant interdite pour les municipalités, il suffit d'en emprunter un ou plusieurs éléments. Les navettes symbolisent les anciennes magnaneries, l'élevage du ver à soie ayant remplacé l'élevage des brebis. En les plaçant en croix, cela permet de rappeler la physionomie des armes des Grégoire des Gardies. Les glands sont ordonnés différemment. En les plaçant le long des navettes en croix ils symbolisent la cohésion des douze lieux habités qui forment la commune: Le Masjon, Cabrière, Puech-Long, Bétargues, La Pénarié, Gardies, La Fauguière, Caunelle, Sillargues, Barel, L’église et la Plaine. La grappe de raisin indique la culture de la vigne qui produit un vin de qualité. Les ornements représentent deux brebis rampantes et affrontées d'argent qui rappellent les origines du village de Saint-Nazaire, carrefour des drailles de transhumance où un péage était installé. Elles sont posées sur un listel d'argent qui porte le nom de la commune en lettres majuscules de sable. Le listel d'argent porte le nom de la commune en lettres majuscules de sable. La couronne de tours dit que l’écu est celui d’une commune ; elle n’a rien à voir avec des fortifications. Le statut officiel du blason reste à déterminer. |

## Politique et administration
| Période                                  | Période  | Identité         | Étiquette | Qualité     |
| ---------------------------------------- | -------- | ---------------- | --------- | ----------- |
| mars 2001                                | 2014     | Geneviève Cazaly | DVG       |             |
| mars 2014                                | En cours | Pierre Mazauric  | PS        | Agriculteur |
| Les données manquantes sont à compléter. |          |                  |           |             |

## Tendances et résultats politiques
Les résultats électoraux établis à Saint-Nazaire-des-Gardies sont relativement en conformité avec ceux relevés dans le reste du pays. Les Saint-Nazarans ont plutôt tendance à voter à gauche comme le témoignent les élections législatives de 2002 et les élections législatives de 2012 où Damien Alary (PS) obtint 55,77 % et William Dumas (PS), 69,70 %.

## Démographie
L'évolution du nombre d'habitants est connue à travers les recensements de la population effectués dans la commune depuis 1793. Pour les communes de moins de 10 000 habitants, une enquête de recensement portant sur toute la population est réalisée tous les cinq ans, les populations de référence des années intermédiaires étant quant à elles estimées par interpolation ou extrapolation. Pour la commune, le premier recensement exhaustif entrant dans le cadre du nouveau dispositif a été réalisé en 2006.

En 2022, la commune comptait 81 habitants, en stagnation par rapport à 2016 (Gard : +2,97 %, France hors Mayotte : +2,11 %).
| 1793 | 1800 | 1806 | 1821 | 1831 | 1836 | 1841 | 1846 | 1851 |
| ---- | ---- | ---- | ---- | ---- | ---- | ---- | ---- | ---- |
| 105  | 125  | 138  | 79   | 109  | 81   | 108  | 107  | 119  |

| 1856 | 1861 | 1866 | 1872 | 1876 | 1881 | 1886 | 1891 | 1896 |
| ---- | ---- | ---- | ---- | ---- | ---- | ---- | ---- | ---- |
| 133  | 114  | 112  | 101  | 96   | 112  | 120  | 118  | 125  |

| 1901 | 1906 | 1911 | 1921 | 1926 | 1931 | 1936 | 1946 | 1954 |
| ---- | ---- | ---- | ---- | ---- | ---- | ---- | ---- | ---- |
| 118  | 112  | 109  | 102  | 109  | 109  | 108  | 103  | 88   |

| 1962 | 1968 | 1975 | 1982 | 1990 | 1999 | 2006 | 2011 | 2016 |
| ---- | ---- | ---- | ---- | ---- | ---- | ---- | ---- | ---- |
| 90   | 100  | 71   | 77   | 64   | 80   | 81   | 80   | 81   |

| 2021 | 2022 | - | - | - | - | - | - | - |
| ---- | ---- | - | - | - | - | - | - | - |
| 84   | 81   | - | - | - | - | - | - | - |

## Économie

### Emploi
|                | 2008   | 2013  | 2018  |
| -------------- | ------ | ----- | ----- |
| Commune        | 8,9 %  | 4,2 % | 3,8 % |
| Département    | 10,6 % | 12 %  | 12 %  |
| France entière | 8,3 %  | 10 %  | 10 %  |

En 2018, la population âgée de 15 à 64 ans s'élève à 56 personnes, parmi lesquelles on compte 67,9 % d'actifs (64,2 % ayant un emploi et 3,8 % de chômeurs) et 32,1 % d'inactifs,. En  2018, le taux de chômage communal (au sens du recensement) des 15-64 ans est inférieur à celui de la France et du département, alors qu'en 2008 il était supérieur à celui de la France.
La commune est hors attraction des villes,. Elle compte 22 emplois en 2018, contre 44 en 2013 et 36 en 2008. Le nombre d'actifs ayant un emploi résidant dans la commune est de 37, soit un indicateur de concentration d'emploi de 59,6 % et un taux d'activité parmi les 15 ans ou plus de 52,9 %.
Sur ces 37 actifs de 15 ans ou plus ayant un emploi, 19 travaillent dans la commune, soit 51 % des habitants. Pour se rendre au travail, 54,3 % des habitants utilisent un véhicule personnel ou de fonction à quatre roues, 2,9 % les transports en commun, 2,9 % s'y rendent en deux-roues, à vélo ou à pied et 40 % n'ont pas besoin de transport (travail au domicile).

### Activités hors agriculture
7 établissements sont implantés  à Saint-Nazaire-des-Gardies au 31 décembre 2019.
Le secteur du commerce de gros et de détail, des transports, de l'hébergement et de la restauration est prépondérant sur la commune puisqu'il représente 28,6 % du nombre total d'établissements de la commune (2 sur les 7 entreprises implantées  à Saint-Nazaire-des-Gardies), contre 30 % au niveau départemental.

### Agriculture
La commune est dans les Garrigues, une petite région agricole occupant le centre du département du Gard. En 2020, l'orientation technico-économique de l'agriculture  sur la commune est la viticulture. 
|               | 1988 | 2000 | 2010 | 2020  |
| ------------- | ---- | ---- | ---- | ----- |
| Exploitations | 14   | 16   | 12   | 15    |
| SAU (ha)      | 491  | 706  | 943  | 1 004 |

Le nombre d'exploitations agricoles en activité et ayant leur siège dans la commune est passé de 14 lors du recensement agricole de 1988  à 16 en 2000 puis à 12 en 2010 et enfin à 15 en 2020, soit une baisse de 1 % en 32 ans. Le même mouvement est observé à l'échelle du département qui a perdu pendant cette période 61 % de ses exploitations,. La surface agricole utilisée sur la commune a quant à elle augmenté, passant de 491 ha en 1988 à 1 004 ha en 2020. Parallèlement la surface agricole utilisée moyenne par exploitation a augmenté, passant de 35 à 67 ha.

## Culture locale et patrimoine

### Lieux et monuments
- Église Saint-Nazaire de Saint-Nazaire-des-Gardies.

L'église et le mas de l'église : l'église, qui fait également office de temple, est un ancien prieuré de l'abbaye de Tornac. Elle est abandonnée à partir du milieu du XVIe siècle, la paroisse étant majoritairement protestante. Le mas actuel est construit en partie dans les arcs boutants de l'église.
Le mas des Gardies (privé, ne se visite pas) : la tour médiévale est intégrée dans un grand bâtiment postérieur.